# Calycera involucrata
Calycera involucrata är en calyceraväxtart som beskrevs av Rodolfo Amando Philippi. Calycera involucrata ingår i släktet Calycera och familjen calyceraväxter. Inga underarter finns listade i Catalogue of Life.